# Murgia di Sud - Est
Murgia di Sud - Est este o arie protejată (arie specială de conservare — SAC, sit de importanță comunitară — SCI) din Italia întinsă pe o suprafață de 47.601 ha, integral pe uscat.

## Localizare
Centrul sitului Murgia di Sud - Est este situat la coordonatele 40°41′42″N 17°11′10″E / 40.695°N 17.186111°E.

## Înființare
Situl Murgia di Sud - Est a fost declarat sit de importanță comunitară în iunie 1995 pentru a proteja 1 specie de plante și 6 specii de animale. Situl a fost protejat și ca arie specială de conservare în decembrie 2018.

## Biodiversitate
Situată în ecoregiunea mediteraneană, aria protejată conține 6 habitate naturale: Păduri de pin mediteraneene cu pini mezogeni endemici, Pante stâncoase calcaroase cu vegetație casmofită, Pseudostepă cu ierburi și specii anuale de Thero-Brachypodietea, Păduri de Quercus trojana, Peșteri inaccesibile publicului, Păduri de Quercus ilex și Quercus rotundifolia.
La baza desemnării sitului se află mai multe specii protejate:
- plante (1): Stipa austroitalica
- amfibieni (1): Bombina pachypus
- nevertebrate (2): fluturele de noapte (Eriogaster catax), Melanargia arge
- reptile (3): șarpele cu patru dungi (Elaphe quatuorlineata), țestoasă bănățeană (Testudo hermanni), elaphe situla (Zamenis situla)

Pe lângă speciile protejate, pe teritoriul sitului au mai fost identificate 35 de specii de plante, 3 specii de amfibieni, 1 specie de nevertebrate, 7 specii de reptile.